# Turismo en Francia
El turismo en Francia es un sector económico importante, tanto para los franceses que eligen pasar sus vacaciones como para los extranjeros que vienen a quedarse. Según cifras de la Organización Mundial del Turismo, desde la década de 1990, Francia es el primer destino turístico del mundo (89 millones de llegadas de turistas internacionales en 2017).
El atractivo turístico de Francia se debe a la gran cantidad y variedad de puntos de interés, a la diversidad de paisajes, a la riqueza vinícola y gastronómica, al patrimonio histórico, cultural y artístico, al clima templado y a la facilidad de acceso y de infraestructuras de transporte, así como a la amplia y variada oferta del país (hoteles, restaurantes, parques de atracciones, etc.). Así, cada departamento francés es un departamento turístico con varios puntos de interés.
Una encuesta publicada en julio de 2019 muestra que los turistas internacionales proceden principalmente del Reino Unido (14,6%), Alemania (13,7%) y Bélgica y Luxemburgo (13%). A continuación vienen Italia, Suiza y luego España, en torno al 7,5%7.
El turismo tiene impactos económicos positivos, pero genera importantes impactos ambientales, tanto en el espacio (flujos de transporte, energía y residuos) como en el tiempo (impactos inmediatos y diferidos). El turismo representa el 7% del PIB francés y 2 millones de empleos directos e indirectos
La historia del turismo en Francia comenzó alrededor de 1760 en el sur de Francia, en Hyères, una comuna que se convirtió en una reconocida estación de invierno para los ingleses gracias a su clima mediterráneo relativamente suave.
Aspectos económicos

El sector clave del turismo es una de las ramas importantes del comercio exterior de Francia en la medida en que contribuye a la balanza del comercio exterior, a un nivel que ha llegado a ser comparable al del sector agroalimentario (8.500 millones en  2006) e incluso superior al del sector del automóvil en 2006. El balance entre el gasto de los turistas extranjeros en Francia y el de los franceses en el extranjero arroja un saldo positivo de 11.400 millones de euros. Este balance está disminuyendo, en particular debido al alto valor del euro, que hace que los precios sean mucho más altos para los extranjeros fuera de la zona euro
Francia siguió siendo el primer destino mundial en 2011, con más de 81 millones de llegadas de turistas internacionales, y el tercero en términos de ingresos (39,2 millones de euros) .En 2005, el turismo internacional generó 42.300 millones de dólares de ingresos en Francia (el tercer país del mundo, por detrás de Estados Unidos y España, y por delante de Italia), lo que supone un aumento del 3,4% respecto a 2004. Sin embargo, uno de cada cinco turistas sólo está de paso en el país, siendo la mayoría de ellos turistas de un día (114 millones de turistas de un total de 196 millones, cifras de 2007).
En 2003, el consumo turístico ascendió a 102.400 millones de euros, es decir, el 6,6% del PIB. Un tercio de esta cifra se debe a los turistas extranjeros. El saldo de la actividad turística en la balanza de pagos representa 15.000 millones de euros. Es la principal fuente de divisas para la economía francesa. Los turistas extranjeros gastan 34.500 millones de euros en Francia, mientras que los franceses gastan 19.500 millones de euros en el extranjero (principalmente en España e Italia).
Los turistas extranjeros, que representan una cuarta parte del total, provienen principalmente de los países vecinos, sobre todo de las Islas Británicas (19,4%), Alemania (18,6%) y los Países Bajos (16,4%). Estados Unidos, aunque sólo representa el 3,9% de las entradas, ocupa el primer lugar en términos de ingresos (15,2%).
| Saldos del gasto turístico (en miles de millones de euros) |                                              |                                                     |       |
| año                                                        | Gasto de los turistas extranjeros en Francia | El gasto de los turistas franceses en el extranjero | Saldo |
| 2003                                                       | 32,3                                         | 20,7                                                | +11,6 |
| 2004                                                       | 32,8                                         | 23                                                  | +9,8  |
| 2005                                                       | 34                                           | 25,1                                                | +8,9  |
| 2006                                                       | 36,9                                         | 24,9                                                | +11,4 |

## Organización del turismo
Se realiza desde hace varias décadas con numerosos organismos, entre ellos el Estado (Código de Turismo) consulares, las colectividades territoriales, bajo la égida de un Secretario de Estado. Numerosos salones y asambleas nacionales[29] permiten a los actores reunirse. Los observatorios proporcionan estadísticas en las escalas comunales a nacionales, utilizadas por sociólogos y científicos reunidos en parte en el seno de una Federación Francesa de Técnicos y Científicos del Turismo[30]. Se realizan esfuerzos de cualificación y certificación con la marca Calidad Turismo para el turismo rural, balneario, cultural, científico, etc. y para un turismo más sostenible. 
La promoción del turismo y la creación de oficinas de turismo son desde 2017 con la ley nuestra, competencias de las intercomunalidades (comunidades de municipios, aglomeraciones, ciudades, metrópolis)[31]. No obstante, las oficinas de turismo de los municipios «centros turísticos clasificados» y los sitios que disponen de una «marca territorial protegida» pueden conservar oficinas de turismo comunales. 

### Organismos estatales, privados y asociativos encargados del turismo en Francia
- Consejo Nacional de Turismo, órgano consultivo adscrito al Ministro de Turismo; 
- Pôle Implantation Tourisme es un servicio financiado por organismos públicos y paraestatales, las agencias de desarrollo económico y turístico y los servicios de turismo de las colectividades locales repartidos por el conjunto de Francia con el fin de ayudar a las empresas y a los creadores o reanudadores de actividades turísticas en sus gestiones y acogerlos localmente. 
- Atout France, organismo privado con estatuto de agrupación de interés económico encargado de la promoción del destino Francia en el territorio nacional y en el extranjero, gestiona la publicación www.france.fr, lanzada en agosto de 2010; Agencia Nacional de Cheques de Vacaciones (ANCV), institución pública de carácter industrial y comercial encargada de la gestión de los cheques de vacaciones 
- La Federación Nacional de Oficinas de Turismo y Sindicatos de Iniciativa; Concurso de ciudades y pueblos floridos, que anima a los municipios a florecer, en particular a través del sello «ciudades y pueblos floridos

## Tendencias y perspectivas

### 2008
En 2008, Francia ocupó el tercer lugar del mundo en cuanto a gasto de los turistas, por detrás de España y Estados Unidos (causas principales: menos pernoctaciones por ser Francia un país de paso, recurso relativamente mayor al camping, compras relativamente mayores en mercados y supermercados), pero es el país que más acoge; con 2007 se batió un récord histórico: 81,9 millones de turistas extranjeros visitaron Francia (frente a 60 millones en 1996 y 67 millones en 1997.
El proyecto Destino Francia 2020, presentado a partir de enero de 2008, quería aumentar aún más esta cifra (y los ingresos por turismo). Según Luc Chatel, Secretario de Estado de Turismo del Gobierno de François Fillon  Fuente: Luc Chatel, Secretario de Estado de Consumo y Turismo, en la exposición Le monde à Paris (MAP 2008)</ref> la OMT prevé un aumento del 80% de los flujos turísticos de 2008 a 2020 en todo el mundo. Por el contrario, en el país se observa una relativa estabilidad (desde hace 25 años) de la proporción de franceses que se desplazan para ir de vacaciones. Luc Chatel aspira a conseguir 100 millones de turistas extranjeros de aquí a 2015, pasando del "1-3-9 al 1-2-3" (lo que significa conservar el primer puesto del mundo como destino turístico, ganar el segundo puesto que ocupa España en cuanto a gasto turístico, por detrás de Estados Unidos, y pasar del noveno al tercer puesto del mundo en cuanto a gasto medio por turista).

### 2016
En 2016, Francia siguió siendo el primer destino turístico del mundo a pesar de una caída estimada del 2,3% al 2,9% en el número de visitantes vinculada, según el primer ministro Jean-Marc Ayrault, a la Cronología de atentados en Francia en 2015 atentados en 2015  y a la  Cronología de atentados en Francia en 2016 2016, al mal tiempo y a los movimientos sociales. El número de pernoctaciones de turistas extranjeros en Francia descendió un 10% en el primer semestre del año tras los diversos atentados islamistas que sufrió el país. Este descenso afecta sobre todo a los turistas de alto poder adquisitivo procedentes de Estados Unidos, Asia o los países del Golfo y afecta sobre todo a los hoteles de alta gama y a la región de París. A este miedo a los atentados se suma la delincuencia que tiene como objetivo a los turistas extranjeros contribuyendo a deteriorar la imagen de Francia en el extranjero. Este descenso en el número de turistas extranjeros debido a la  Délinquance en France délinquance sería del 25% en París en 2016 entre los turistas chinos y alcanzaría el 46% entre los japoneses.
Estos resultados se confirman tras la temporada, con un descenso especialmente acusado de la afluencia de público en Île-de-France (-12,4%), que experimenta un claro descenso de la clientela extranjera (-16,1%), siendo la segunda región más afectada Provenza-Alpes-Costa Azul. (-6% de las pernoctaciones) especialmente tras el atentado del 14 de julio de 2016 en Niza Ataque del 14 de julio en Niza. La pérdida de ingresos en 2016 para la industria hotelera se estima en 900 millones de euros, siendo la región de Île-de-France, la más afectada, con una pérdida de 870 millones.

### 2018
En el primer semestre de 2018, el número de turistas alcanzó un récord en Île-de-France con 17,1 millones de llegadas a hoteles, lo que supone un aumento del 4,1% interanual, impulsado por un salto del 9,2% en los turistas extranjeros.
Un informe parlamentario de 2018 elaborado por los diputados Jean-François Portarrieu  y Maurice Leroy confirma que Francia sigue siendo el primer destino mundial de los turistas extranjeros (90 millones de visitantes recibidos en 2018), pero advierte de la caída de los ingresos de una economía turística que representa el 7,3% del PIB y emplea a 1,27 millones de trabajadores (el 10% del empleo comercial). Los ponentes consideran que la oferta turística francesa ya no está totalmente adaptada al crecimiento global que impulsan los clientes asiáticos. Aunque la promoción turística funciona bien, la calidad de la acogida, el alojamiento y el transporte no siempre está a la altura, y los ponentes señalan que otros destinos, sobre todo España, son más agresivos e imaginativos a la hora de captar estos nuevos mercados. Jean-François Portarrieu y Maurice Leroy presentado en virtud del artículo 145 del Reglamento, por la Comisión de Asuntos Exteriores, al término de los trabajos de una misión de investigación sobre la promoción del destino turístico Francia. 

### Noches para el año 2018
| Rank | Pays                              | Noches      |
| ---- | --------------------------------- | ----------- |
| 1    | Reino Unido                       | 19 800 000  |
| 2    | Alemania                          | 18 200 000  |
| 3    | Países Bajos                      | 17 900 000  |
| 4    | Bélgica                           | 13 400 000  |
| 5    | Estados Unidos                    | 10 100 000  |
| 6    | España                            | 8 300 000   |
| 7    | Italia                            | 7 100 000   |
| 8    | Suiza                             | 6 100 000   |
| 9    | Oceanía                           | 5 300 000   |
| 10   | China                             | 3 600 000   |
| 12   | América Central y América del Sur | 3 400 000   |
| 13   | Oriente Próximo y Oriente Medio   | 3 100 000   |
| 13   | África                            | 2 300 000   |
| 14   | Escandinavia                      | 1 900 000   |
| 15   | Japón                             | 1 600 000   |
| #    | Total                             | 136 800 000 |